# Gornozawodsk
Gornozawodsk – miasto w Rosji, w Kraju Permskim. W 2010 roku liczyło 12 057 mieszkańców.